# Affaire sœur Gabrielle
L'affaire sœur Gabrielle concerne la disparition le 4 mars 1982 de Germaine Robberechts, dite Sœur Gabrielle, du couvent des Saints-Vincent-et-Paul à Termonde en Belgique. La religieuse n'a jamais été retrouvée. 
Le chanoine Gaston Mornie, avec qui elle était en conflit, est aussi accusé d'agressions sexuelles à l'encontre d'enfants, mais il n'est pas inquiété par la justice. Relégué aux soins d'un institut psychiatrique, Gaston Mornie y reste reclus jusqu’à sa mort en 2011. En 1990 et 2021, des fouilles dans les bâtiments et terrains proches du couvent ne permettent pas de retrouver le corps de la religieuse.

## Historique
Germaine Robberechts, née en 1926, est âgée de 18 ans quand elle entre dans un couvent de l'Église catholique en Belgique. Elle vit au sein du couvent des Saints-Vincent-et-Paul, à Termonde, ville néerlandophone de Belgique,. Diplômée d'arts plastique, elle est professeur de dessin scientifique et d'esthétique,.
Sœur Gabrielle est indépendante et détonne au sein de la communauté religieuse. Elle permet à ses élèves d'écouter de la musique pendant ses cours, elle joue de la batterie et de l'accordéon. Elle fait de la céramique et de la photo. Elle est aussi une des rares religieuses à avoir obtenu un permis de conduire, ainsi elle peut conduire le prêtre Gaston Mornie, supérieur de l’école annexée au couvent, où la religieuse est enseignante,. 
En mars 1982, la direction du couvent des Saints-Vincent-et-Paul signale la disparition de Sœur Gabrielle, alors âgée de 56 ans, qui n'est pas revenue dans sa chambre après notamment un entretien houleux avec le chanoine Gaston Mornie trois jours auparavant. La version officielle du couvent indique qu'elle est partie de son plein gré, évoquant un départ avec un amant,. 
Selon le média néerlandais Het Laatste Nieuws, le procureur chargé de l’affaire, proche des milieux catholiques fortunés de Termonde, protège le chanoine Gaston Mornie. De même, la justice ne diligente pas d'enquête alors que les premières accusations d’abus sexuels contre Gaston Mornie apparaissent. Enfin, l'évêque du diocèse soutient le chanoine et le maintient dans son poste au sein du couvent et comme directeur de l’école catholique.

### Enquête
En 1990, une enquête d'un journaliste du magazine néerlandais Aktueel relance l'affaire. Gaston Mornie est alors relié à un trafic de drogue dans des bars homosexuels. À la suite de cet article, plusieurs victimes alléguées accusent le religieux d'agressions sexuelles. Des fouilles sont effectuées à la fin de l’année 1990 dans un des domiciles de  Gaston Mornie ainsi que dans le couvent, mais rien n'est trouvé. En 1999, Aktueel publie des photos du prêtre « en tenue coquine » lors d’une « retraite ».
Le dossier d'enquête confirme que la religieuse avait découvert la double vie du prêtre et les problèmes financiers de celui-ci, apparemment consécutifs d'une vie privée dissolue contraire aux préceptes de l’Église,.
En 2000, le prêtre est soumis à un détecteur de mensonges qui permet de constater qu'il ment sur la disparition de la religieuse. En 2001, il est reconnu qu'il a essayé d'agresser sexuellement un enfant de 6 ans. Malgré ces éléments Gaston Mornie n'est toujours pas traduit en justice mais il est confié aux soins d'un institut psychiatrique à Zelzate. Il y reste reclus jusqu’à sa mort à 77 ans, en 2011. 
En octobre 2021, lors de la démolition de bâtiments, des fouilles sont réalisées dans les terrains à proximité de l’ancien couvent Saints-Vincent-et-Paul à Termonde,. Les recherches se sont concentrées dans l'ancien jardin de la maison de Gaston Mornie mais sont restées sans résultat,.

## Documentaires et fiction
- La disparition de Sœur Gabrielle : sexe, chantage et corruption avec Philip Heymans de la VRT et Chantal Lanssens, avocate générale auprès de la Cour d’appel de Gand responsable des disparitions mystérieuses, dans L'Heure du crime sur RTL en 2022[10].
- Waar is zuster Gabrielle : série de podcasts en dix épisodes sur VRT avec le journaliste Philip Heymans en 2023[1].
- En février 2024, un court métrage de fiction avec le réalisateur Lennart Lemmens (nl), basé sur la disparition de la religieuse, est annoncé pour une sortie prévue en novembre. Le rôle de sœur Gabrielle est joué par Viv Van Dingenen (nl) et celui de Gaston Mornie par Frank Focketeyn (nl)[11].